# Oud-Milligen
Oud-Milligen is een buurtschap, gelegen rond de kruising van de wegen Deventer-Utrecht en Harderwijk-Arnhem.

## Geschiedenis
Bij het kruispunt halverwege de postweg (later straatweg) Deventer-Utrecht en halverwege de weg Harderwijk-Arnhem ontstond een nederzetting in de vorm van een boerderij annex herberg. Door deze ligging was deze herberg ‘midden-gelegen’, wat in het Veluws dialect tot ‘milligen’ werd verbasterd. 
De herberg was als boerderij een vrij heerengoed (landgoed). De boerderij wisselde diverse malen van eigenaar, hetzij door overerving, hetzij door verkoop. Ook werden in de loop der tijd diverse woningen op het landgoed Oud Milligen (zonder koppelteken) gebouwd, waardoor het gehucht Milligen ontstond. 
Omdat een eigenaar van de herberg op een afstand van een uur gaans van Apeldoorn een nieuwe herberg bouwde, herdoopte hij de oude herberg in Oud-Milligen. Ook gaf hij de rond 1830 gereedgekomen herberg de naam van Nieuw-Milligen. Eveneens ontstond rond Nieuw-Milligen in de loop der tijd een bebouwing, waardoor ook hier van een gehucht kan worden gesproken.
De oude boerderij bestaat nog steeds als Hoeve Oud-Milligen.
Oud-Milligen valt onder het dorp Garderen en heeft een bushalte, bediend door streekbussen 102 en 103 en schoolbussen 650, 651, 657 en 660 van RRReis. De halte is gelegen aan de Apeldoornseweg/Oud-Milligenseweg, ter hoogte van Hoeve Oud-Milligen.

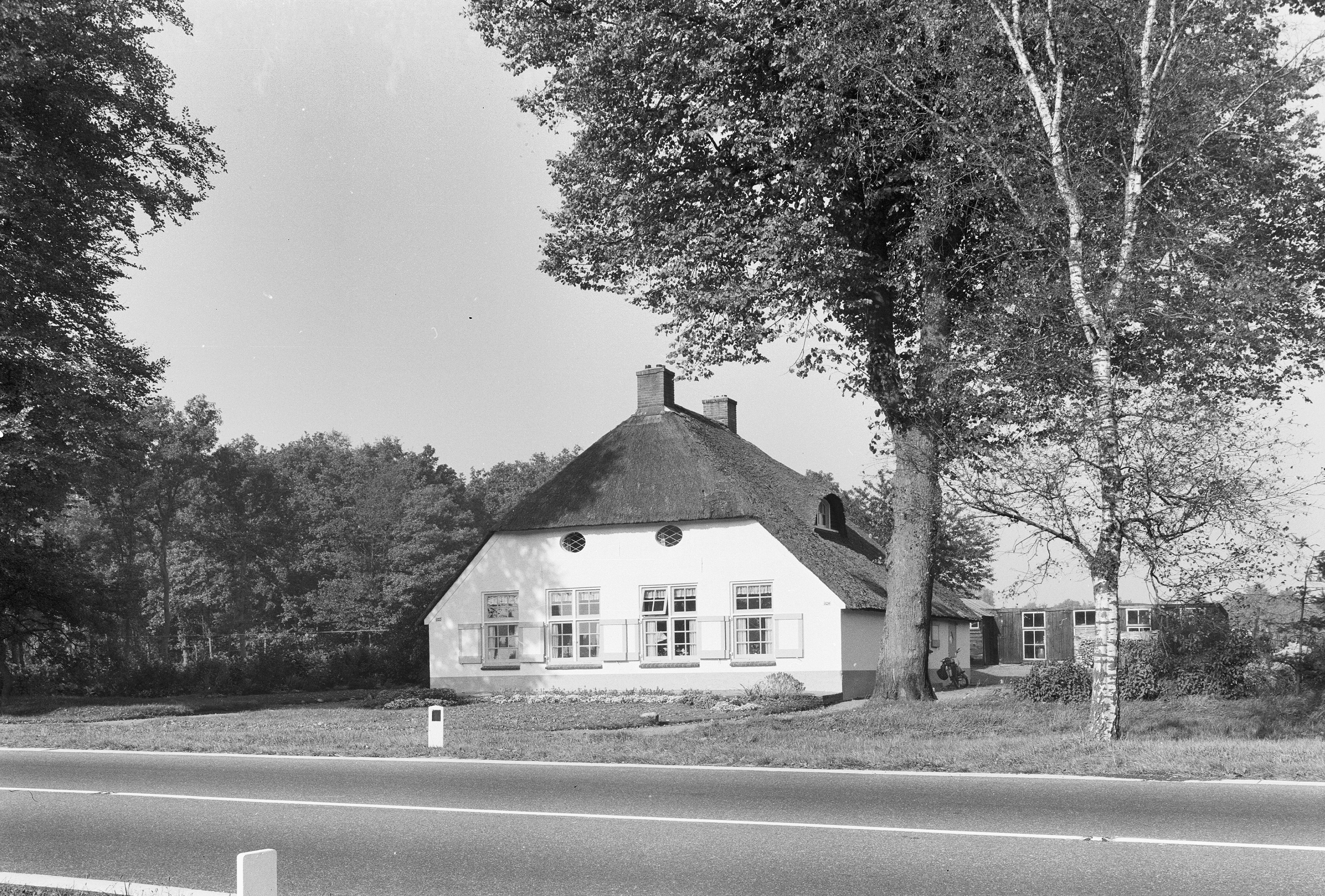
Oud Milligen

Dorpen: Achterveld · Barneveld · De Glind · Garderen · Harselaar · Kootwijk · Kootwijkerbroek · Stroe · Terschuur · Voorthuizen · Zwartebroek

Buurtschappen: Boveneinde · Drieënhuizen · Essen · Esveld · Garderbroek · Kallenbroek · Moorst (deels) · Ouwendorp · Wessel

Gelderland: Steden en dorpen in Gelderland      Nederland: Provincies · Gemeenten